# 20. junij
20. junij je 171. dan leta (172. v prestopnih letih) v gregorijanskem koledarju. Ostaja še 194 dni.

## Dogodki
- 1061 – v Bagdadu opazujejo popolni Sončev mrk
- 1214 – izdana listina o univerzi v Oxfordu
- 1789 – 557 predstavnikov francoskega tretjega stanu opravi zaprisego na teniškem igrišču, ki velja za odločilni korak k francoski revoluciji
- 1819 – ladja Savannah pripluje v Liverpool in tako postane prvi parnik, ki prepluje Atlantik
- 1837 – Viktorija zasede britanski prestol
- 1863 – Zahodna Virginija postane 35. ameriška zvezna država
- 1877 – Alexander Graham Bell v Hamiltonu (Ontario, Kanada) uvede prvo storitev komercialne telefonije na svetu
- 1919 – v požaru, ki zajame gledališče Teatro Yaguez v portoriškem Mayaguezu, umre 150 ljudi
- 1920 – v Vukovarju se prične kongres Socialistične delavske stranke Jugoslavije, na katerem se preimenuje v Komunistično partijo Jugoslavije
- 1923 – Francija objavi, da bo zavzela Porurje, da bo prisilila Nemčijo k plačevanju vojne odškodnine
- 1925 – ustanovljena Telegrafska agencija Sovjetske zveze - TASS
- 1928 – v Narodni skupščini poslanec Narodne radikalne stranke Puniša Račić smrtno rani Đura Besarička in Pavla Radića, naslednji dan podleže ranam še Stjepan Radić
- 1944 – Rdeča armada zavzame Viborg
- 1956 – v strmoglavljenju venezuelskega letala v Atlantski ocean v bližini obale New Jerseyja umre 74 ljudi
- 1960 – Mali in Senegal postaneta neodvisni državi
- 1963 – vzpostavljen »rdeči telefon« med ZDA in Sovjetsko zvezo
- 1969 – Jacques Chaban-Delmas postane francoski predsednik vlade
- 1973:
  - nekdanji predsednik Juan Domingo Perón se po 18-letnem izgnanstvu vrne v Argentino
  - papež Pavel VI. zavod Slovenik povzdigne v papeški zavod
- 1977 – prva pošiljka nafte poslana po transaljaškem naftovodu
- 1983 – v ZDA vložena patentna prijava za LZW (algoritem za stiskanje podatkov)
- 1990:
  - nemški parlament sprejme odločitev o selitvi prestolnice iz Bonna v Berlin
  - odkrit asteroid Eureka
- 2001 – Pervez Mušaraf postane pakistanski predsednik
- 2003:
  - v ZDA poteče patent za LZW
  - ustanovljena organizacija Wikimedia Foundation Inc

## Rojstva
- 1005 – Ali az-Zahir, fatimidski kalif v Egiptu († 1036)
- 1566 – Sigismund III. Poljski, poljski in švedski kralj († 1632)
- 1756 – Joseph Martin Kraus, nemško-švedski skladatelj († 1792)
- 1763 – Theobald Wolfe Tone, irski domoljub († 1798)
- 1771 – Thomas Douglas, angleški kolonizator († 1820)
- 1819 – Jacques Offenbach, francoski skladatelj nemško-judovskega rodu († 1880)
- 1887 – Kurt Scwitters, nemški slikar, pesnik, pisatelj († 1948)
- 1896 – Marija Žagar, slovenska učiteljica in knjižničarka († 1978)
- 1899 – Jean Moulin, francoski upornik († 1943)
- 1905 – Lillian Florence Hellman, ameriška dramtičarka († 1984)
- 1909 – Errol Leslie Thompson Flynn, avstralski filmski igralec († 1959)
- 1924 – Chet Atkins, ameriški country kitarist († 2001)
- 1941 – Ulf Dietrich Merbold, nemški fizik, astronavt
- 1949 – Lionel Richie, ameriški glasbenik, pevec
- 1967 – Nicole Kidman, avstralsko-ameriška filmska igralka, pevka

## Smrti
- 840 – Ludvik Pobožni, frankovski kralj in cesar (* 778)
- 1172 – Vilijem III., grof Ponthieuja (* 1095)
- 1176 – Mihael Vladimirski, veliki knez Vladimir-Suzdala
- 1351 – Margareta Ebner, nemška redovnica, mistikinja (* 1291)
- 1405 – Alexander Stewart, škotski plemič, grof Buchan (* 1343)
- 1597 – Willem Barentsz, nizozemski polarni raziskovalec (* okoli 1550)
- 1605 – Fjodor II. Borisovič Godunov, ruski car (* 1589)
- 1787 – Karl Friedrich Abel, nemški skladatelj (* 1723)
- 1807 – Ferdinand Berthoud, švicarski urar (* 1727)
- 1820 – Manuel Belgrano, argentinski državnik (* 1770)
- 1836 – Emmanuel Joseph Sieyès, imenovan tudi Abbe Sieyes , francoski duhovnik, revolucionar in politik (* 1748)
- 1837 – Viljem IV., britanski kralj (* 1765)
- 1866 – Bernhard Riemann, nemški matematik (* 1826)
- 1870 – Jules-Alfred Huot de Goncourt, francoski pisatelj (* 1830)
- 1909 – Fjodor Fjodorovič Martens, ruski pravnik, diplomat (* 1845)
- 1933 – Clara Zetkin, nemška socialistka (* 1857)
- 1945 – Bruno Frank, nemški pisatelj, pesnik, dramatik, humanist (* 1878)
- 1947 – Bugsy Siegel, ameriški gangster judovskega rodu (* 1906)
- 1958 – Kurt Alder, nemški kemik, nobelovec 1950 (* 1902)
- 1966 – Marjan Kozina, slovenski skladatelj (* 1907)
- 1966 – Georges Lemaître, belgijski teolog, astronom, matematik (* 1894)
- 1970 – Ahmed Sukarno, indonezijski predsednik (* 1901)
- 1993 – Radoslav Žargi, slovenski zdravnik infektolog, (* 1918)
- 1994 – Jay Miner, ameriški elektronik (* 1932)
- 1995 – Émile Michel Cioran, romunsko-francoski pisatelj, filozof (* 1911)
- 2002 – Erwin Chargaff, avstrijski kemik poljskega rodu (* 1905)
- 2005 – Jack St. Clair Kilby, ameriški elektrotehnik, izumitelj, nobelovec 2000 (* 1923)

## Prazniki in obredi
- svetovni dan beguncev